# Josef Šedivý

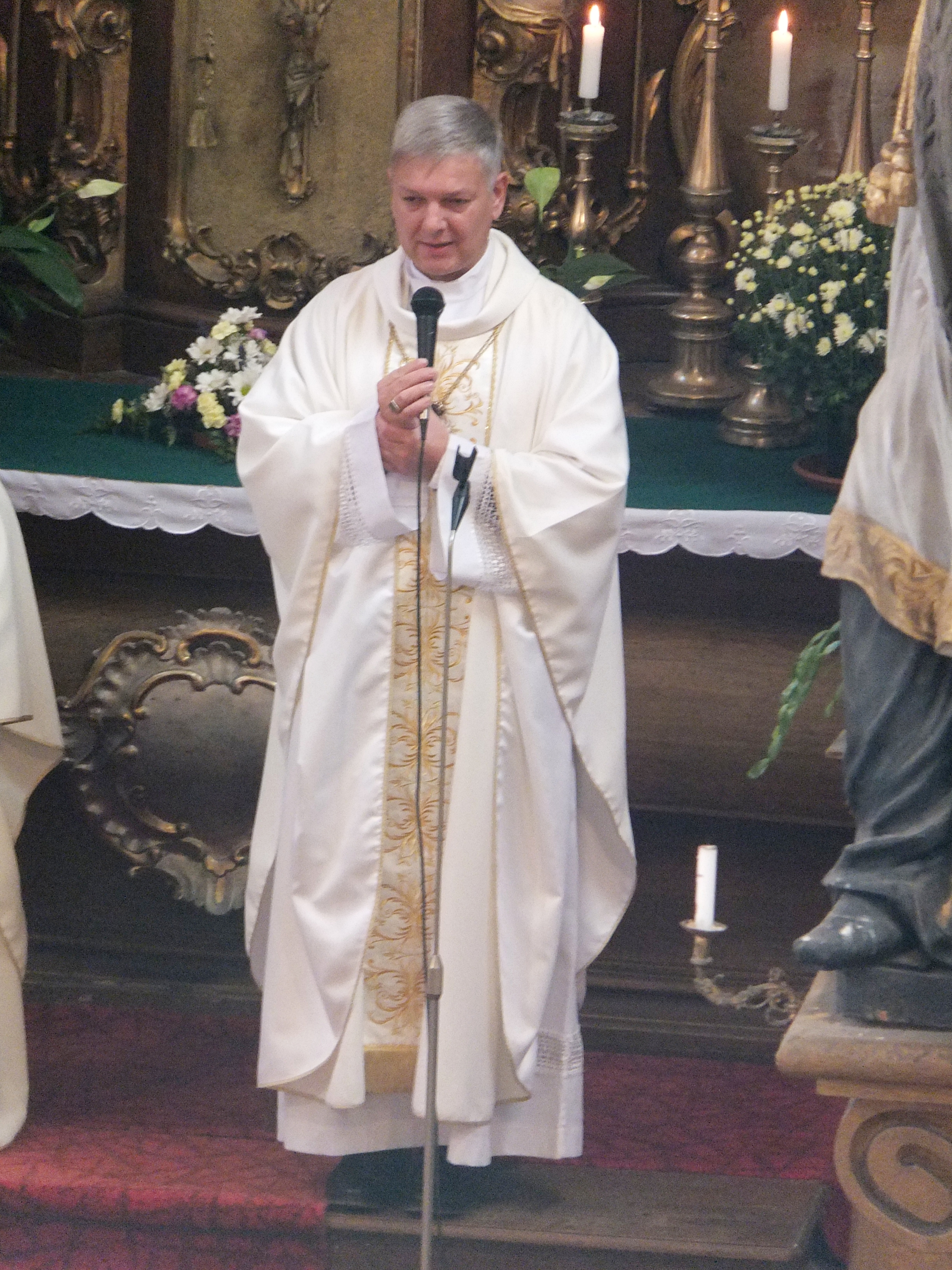
Josef Šedivý, 2017

Josef Šedivý O.Cr. (* 9. Juli 1967 in Košice, Tschechoslowakei) ist ein tschechischer, römisch-katholischer Geistlicher und Großmeister der Kreuzherren mit dem Roten Stern.

## Leben
Josef Šedivý wurde zwar im slowakischen Košice geboren, seine Eltern stammen jedoch aus dem mährischen Moravská Nová Ves. 1971 zog die Familie nach Teplice um. Er studierte zunächst an der Fakultät für Pharmazie der Karls-Universität Prag in Hradec Králové (Pharm.Dr).
1990 trat er in das Theologenkonvikt von Litoměřice (Leitmeritz) ein und studierte ab 1991 Philosophie und Theologie an der Katholisch-Theologischen Fakultät der Karlsuniversität in Prag. 1994 trat er dem Orden der Kreuzherren mit dem Roten Stern bei und legte nach seinem Noviziat die zeitlichen Gelübde ab. 1997 empfing er die Priesterweihe durch František Lobkowicz OPraem, Bischof von Ostrau-Troppau. Er war Pfarrer in Věteřov und Administrator in Želetice u Kyjova.
Am 20. Juni 2011 wurde Josef Šedivý für einen Zeitraum von sechs Jahren zum 48. Großmeister des 1233 gegründeten Ordens der Kreuzherren mit dem Roten Stern gewählt. Nach der Bestätigung durch die Kongregation für die Institute geweihten Lebens und für die Gesellschaften apostolischen Lebens der Römischen Kurie erfolgte am 14. September 2011 die Amtseinsetzung zum Großmeister des Ordens in der Kreuzherrenkirche des Heiligen Franziskus von Assisi in der Prager Altstadt statt. Die Abtsbenediktion spendete ihm Dominik Kardinal Duka OP, Erzbischof von Prag und Primas von Böhmen, in einem Gottesdienst, an dem auch die Bischöfe František Lobkowicz, Jan Baxant und František Radkovský sowie der Abt des Klosters Strahov, Michael Josef Pojezdný OPraem, und der Propst des Stiftes Herzogenburg, Maximilian Fürnsinn CanReg, teilnahmen.